# Raja Harishchandra
Raja Harishchandra (br: O Rei Harishchandra) é um filme indiano de 1913, dirigido por Dhundiraj Govind Phalke. Foi um dos primeiros longas-metragens indianos a seres produzidos. É um filme mudo, baseado na lenda de Harishchandra, personagem mencionada no Ramayana e no Mahabharata. Phalke foi fortemente influenciado pelo estilo do pintor Raja Ravi Verma ao fazer este filme.

## Sinopse
O rei Harishchandra (DD Dabke) é mostrado ensinando seu filho, Rohitashva (Bhalchandra Phalke), a atirar com arco e flecha na presença da rainha Taramati (Anna Salunke). Seus cidadãos pedem que ele faça uma expedição de caça. Durante a caçada, Harishchandra ouve os gritos de algumas mulheres. Ele chega a um lugar onde o sábio Vishvamitra (Gajanan Sane) está realizando um yajna para obter ajuda de Triguna Shakti (três poderes) contra sua vontade.  Harishchandra involuntariamente interrompe Vishvamitra no meio de seu yajna, liberando os três poderes. Para apaziguar a ira de Vishvamitra, Harishchandra oferece seu reino. Retornando ao palácio real, ele informa Taramati sobre os acontecimentos. Vishvamitra envia Harishchandra, Taramati e Rohitashva para o exílio e pede que providenciem dakshina. Enquanto no exílio, Rohitashva morre e Harishchandra envia Taramati para pedir ao rei Dom que providencie uma cremação gratuita. Enquanto Taramati está a caminho de encontrar o rei Dom, Vishvamitra a incrimina pelo assassinato do príncipe de Kashi. Taramati enfrenta julgamento, se declara culpado e é condenado a ser decapitado por Harishchandra. Quando ele levanta sua espada para completar sua tarefa, um satisfeito Senhor Shiva aparece. Vishvamitra revela que estava examinando a integridade de Harishchandra, devolve a coroa a ele e traz Rohitashva de volta à vida.

## Elenco
- D.D. Dabke .... Raja Harishchandra
- P.G. Sane .... Taramati
- Bhalachandra D. Phalke
- G.V. Sane .... Vishwamitra
- Dattatreya Kshirsagar